# Sant'Andrea a Montecchio
Sant'Andrea a Montecchio (già Montecchio delle Masse di Città) è una frazione del comune italiano di Siena, nell'omonima provincia, in Toscana.

## Geografia fisica
Il borgo si trova a 273 m s.l.m. sulla collina di Montecchio, tra Costalpino e San Rocco a Pilli, ed è lambita a ovest dal fosso Serpenna. Presso Sant'Andrea ha origine il torrente Sorra, affluente dell'Arbia.

## Storia
Montecchio era un antico comune riunito al Terzo delle Masse di Città – da qui il nome Montecchio delle Masse di Città – di cui fu comunello prima di essere abolito in seguito al riordinamento amministrativo leopoldino del 1785.

## Monumenti e luoghi d'interesse
- Chiesa di Sant'Andrea, chiesa parrocchiale della frazione, risale alla fine del XIII secolo.[2] Portò per molto tempo il titolo dei Santi Apostoli Pietro e Andrea e venne retta dall'ordine dei frati agostiniani.[2]
- Chiesa della Compagnia di Santa Maria della Grotta, edificio religioso risalente alla fine del XV secolo, è legato all'effigie sacra della Madonna della Grotta che secondo la tradizione apparve miracolosamente nel 1443 facendo inginocchiare i buoi di un contadino.[3] In seguito all'apparizione il papa Eugenio IV fece ampliare la chiesa annettendovi un ospedale con oratorio.[3] Il portale dell'edificio fu fatto decorare nel 1473.[3]